# Stefanie Blaschka
Stefanie Blaschka (* 1995 in Hamburg) ist eine deutsche Politikerin (CDU). Im März 2025 wurde sie in die Hamburgische Bürgerschaft gewählt.

## Leben
Blaschka ist aufgewachsen und lebt in Hamburg. Nach dem Abitur am Kurt-Körber-Gymnasium studierte sie bis 2024 Jura an der Universität Hamburg und ist in einer Kanzlei tätig.

## Politischer Werdegang
Blaschka hat sich schon als Schülerin politisch engagiert und trat mit 14 Jahren der Jungen Union bei. Sie ist seit 2017 Vorsitzende des CDU-Ortsverbands Hamm und Beisitzerin im Landesvorstand der CDU Hamburg. Seit 2019 ist sie außerdem Mitglied der Bezirksversammlung Hamburg-Mitte.
Bei der Bürgerschaftswahl in Hamburg 2025 kandidierte sie im Wahlkreis 1 Hamburg-Mitte und erlangte mit 18.485 Stimmen ein Mandat für die Bürgerschaft.